# Henri Pharaon
Henri Pharaon (1901-1993) est un homme politique, homme d'affaires et mécène libanais, né dans une famille chrétienne d'origine syrienne,,,,

## Biographie
Né en Égypte dans une riche famille de marchands grecque-catholique d’origine syrienne,, son père étant Philippe Pharaon le fondateur de la banque PHARAON & CHIHA, il fait ses études en Europe. Il n'aura qu'un seul fils Naji Henri.
Longtemps l'homme le plus riche du Liban, il joua un rôle en 1943 dans l'indépendance du pays. Partisan d'une coexistence pacifique entre chrétiens et musulmans du Liban, il fut assez hostile aux positions pan-arabes de certains hommes politiques libanais et a voulu réduire l'influence de la Ligue arabe, lors de sa création.
Il fut député au Parlement libanais entre 1943 et 1947 et ministre des Affaires étrangères entre 1946 et 1947, durant le mandat du Président Béchara el-Khoury et du Premier ministre Riyad es-Solh.
Il est assassiné en août 1993 dans une chambre de l'hôtel Carlton de Beyrouth. Son ancienne demeure de Beyrouth est désormais le musée Robert-Mouawad et rassemble ses anciennes collections.